# Риккокуси

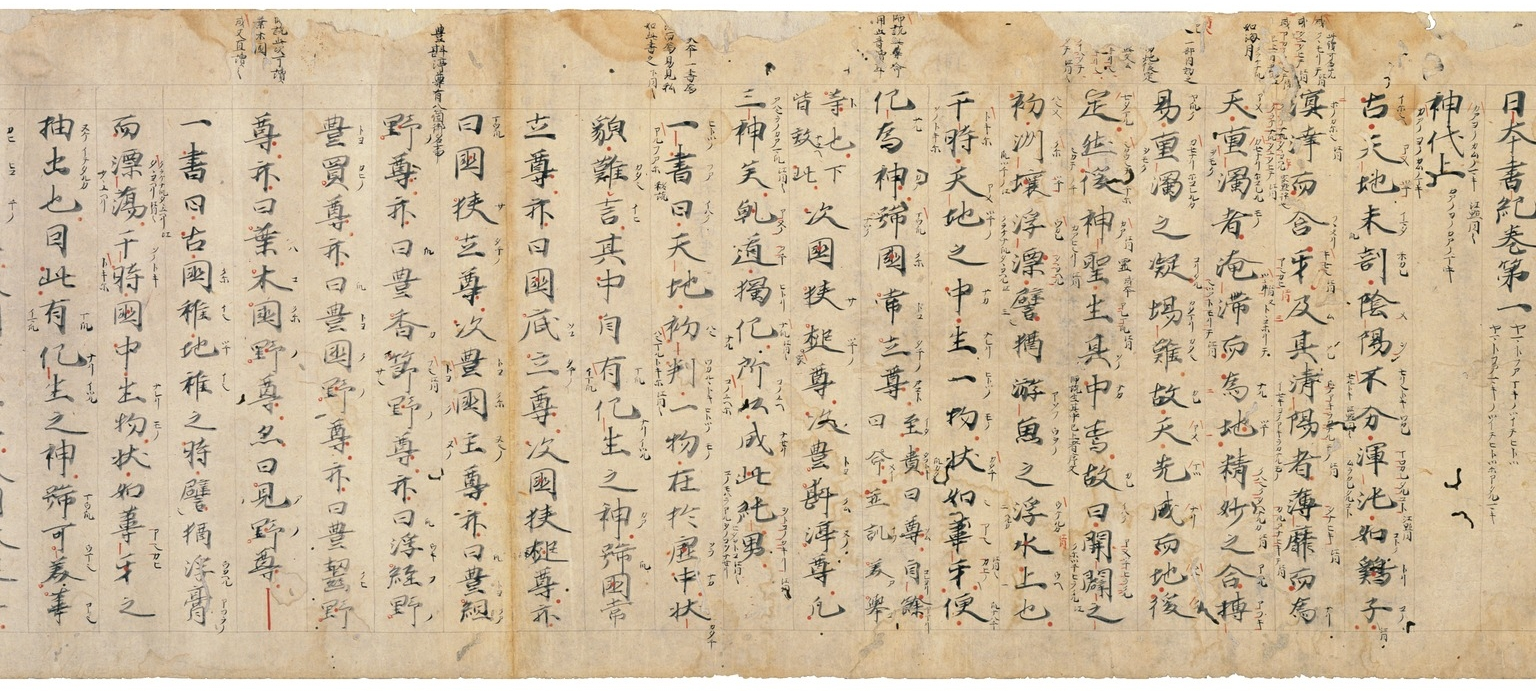

«Риккокуси» (яп. 六国史, «шесть национальных историй») — общее название для шести исторических трудов, описывающих мифологию и историю Японии с древнейших времен до 887 года. Эти произведения были написаны на китайском языке при японском императорском дворе в VIII—IX веках по приказу монархов. Основными источниками для них стали судебные отчеты, хранившиеся в Министерстве центральных имперских дел, и биографии заслуженных чиновников, составлявшиеся в Министерстве церемониальных дел.
К «Риккокуси» относятся:
- «Нихон сёки» (анналы, законченные в 720 году);
- «Сёку нихонги» (этот труд был закончен в 797 году, охватывает период с 697 по 791 год);
- «Нихон-коки» (опубликован в 841 году);
- «Соку-нихон-коки» (869);
- история императора Монтоку, правившего в 850—858 годах (878);
- «Нихон сандай дзицуроку» (901, история царствования трёх императоров, Сэйва, Ёдзэя, Коко, правивших в 859—887 годах)[1].